# Солохта (река)
Солохта — река, протекающая по территории Никольского сельского поселения Кадуйского района Вологодской области России, левый приток Андоги. Длина реки составляет 49 км. Площадь водосборного бассейна — 204 км².

## Течение
Высота истока — 135 м над уровнем моря. Течёт на юг, впадает в Андогу в 30 км от её устья, в деревне Солохта. Других населённых пунктов на берегах нет. Основные притоки — Сорка, Туровка (оба правые). Высота устья — 107 м над уровнем моря.

## Данные водного реестра
По данным государственного водного реестра России относится к Верхневолжскому бассейновому округу, водохозяйственный участок реки — Суда от истока и до устья, речной подбассейн реки — Реки бассейна Рыбинского водохранилища. Речной бассейн реки — (Верхняя) Волга до Куйбышевского водохранилища (без бассейна Оки).
Код объекта в государственном водном реестре — 08010200212110000007975.